# Становник, Андрес
Адрес Становник (исп. Andrés Stanovnik; род. 15 декабря 1949, Буэнос-Айрес) — аргентинский прелат Римской католической церкви, архиепископ Корриентеса (2007—2025).

## Биография
Родился 15 декабря 1949 года в Буэнос-Айресе, Аргентина.
16 июля 1978 года стал членом монашеского ордена капуцинов, а 2 сентября того же года был рукоположен в священники. 30 октября 2001 года он был назначен епископом Реконкисты, а 16 декабря был рукоположен в епископы Хорхе Марио Бергольо, архиепископом Буэнос-Айреса, вместе с епископом Посадаса Хуаном Рубеном Мартинесом, епископом Сан-Луиса Хуаном Родольфо Лайсом, нунцием в Аргентине, архиепископом Сантосом Абриль-и-Кастельо и епископом Венадо-Туэрто Густаво Артуро Хелпом, которые были соруководителями церемонии.
27 сентября 2007 года он был назначен архиепископом Корриентеса. 22 февраля 2025 года Папа Франциск принял отставку Становника в связи с достижением 75-летнего возраста. 